# Hoquetus
L'hoquetus o hochetus (dal francese Hoquet cioè "singhiozzo") detto anche Cantus Abscissus o Cantus Troncatus è una tecnica compositiva utilizzata per la prima volta nel tardo mottetto del XIII secolo.

## Storia
Questa tecnica  si sviluppò soprattutto in Francia presso la Scuola di Notre-Dame durante l'Ars Antiqua, ma fu utilizzata anche successivamente da compositori quali Guillaume de Machaut nel periodo dell'Ars nova.
Si tratta di interruzioni brevi e frequenti della linea melodica ottenute per mezzo di pause alternate tra le varie voci che costituiscono un brano polifonico restituendo in questo modo una sorta di "effetto singhiozzo" all'ascolto.
Lo stile dell'hoquetus appartiene in realtà a molte culture musicali extraeuropee. Esempi dell'uso di questa tecnica, intesa come l'intreccio tra le parti, ognuna delle quali completa l'altra nel creare una melodia integrata, sono presenti nelle tradizioni delle popolazioni indigene di Nuova Guinea, isole Salomone, Indonesia, Filippine, Vietnam e in alcune enclaves in Asia sudorientale e Cina.
Si tratta di tutte quelle parti del mondo che costituiscono la rotta seguita dalle migrazioni dei primi esseri umani fuori dall'Africa, continente in cui troviamo i primi esempi di hoquetus nelle musiche indigene di pigmei e boscimani.
La similitudine di tecniche e strumenti utilizzati ha portato a concludere che l'hoquetus, così come altri caratteri musicali comuni alle varie tradizioni, siano stati tramandati da quella ipotetica popolazione di base da cui tutti gli esseri umani hanno origine.